# Splendrillia wayae
Splendrillia wayae é uma espécie de gastrópode do gênero Splendrillia, pertencente a família Drilliidae.